# Abu Kasenally
 (mars 2017).
Abu Kasenally (né en 1941) est un homme politique mauricien. Il occupe les fonctions de ministre des Terres et du Logement.